# Niedertalbach
Der Niedertalbach, gelegentlich auch Niedertaler Ache genannt, ist ein Gletscherbach in den Ötztaler Alpen in Tirol.
Der Niedertalbach entsteht in 2286 m ü. A. aus der Vereinigung von Niederjochbach und Schalfbach unterhalb der Martin-Busch-Hütte. Der rund 4 km lange Niederjochbach entwässert den Niederjochferner, der knapp 3 km lange Schalfbach entspringt dem Schalfferner und nimmt im weiteren Verlauf die Zuflüsse von Mutmal- und Marzellferner auf.
Der Niedertalbach fließt Richtung Norden durch das Niedertal und nimmt von links den Roten Bach vom Rotkarferner und von rechts den Diembach vom Diem- und Firmisanferner sowie den Spiegelbach vom Spiegelferner auf. Auf weiten Strecken hat sich der Bach tief in den Talboden eingeschnitten. Bei Vent vereinigt er sich mit der von Westen kommenden Rofenache zur Venter Ache.
Das Einzugsgebiet des Niedertalbaches ist 68,2 km² groß und umfasst rund zehn Gletscher, die zusammen eine Fläche von rund 25,9 km² (Stand 1988) einnehmen und damit 38 % des Einzugsgebietes ausmachen. Der höchste Punkt im Einzugsgebiet ist die Hintere Schwärze mit 3624 m ü. A.
Durch das Niedertal führt eine der Routen, über die Schafe von Südtirol ins Ötztal getrieben werden.

## Bilder

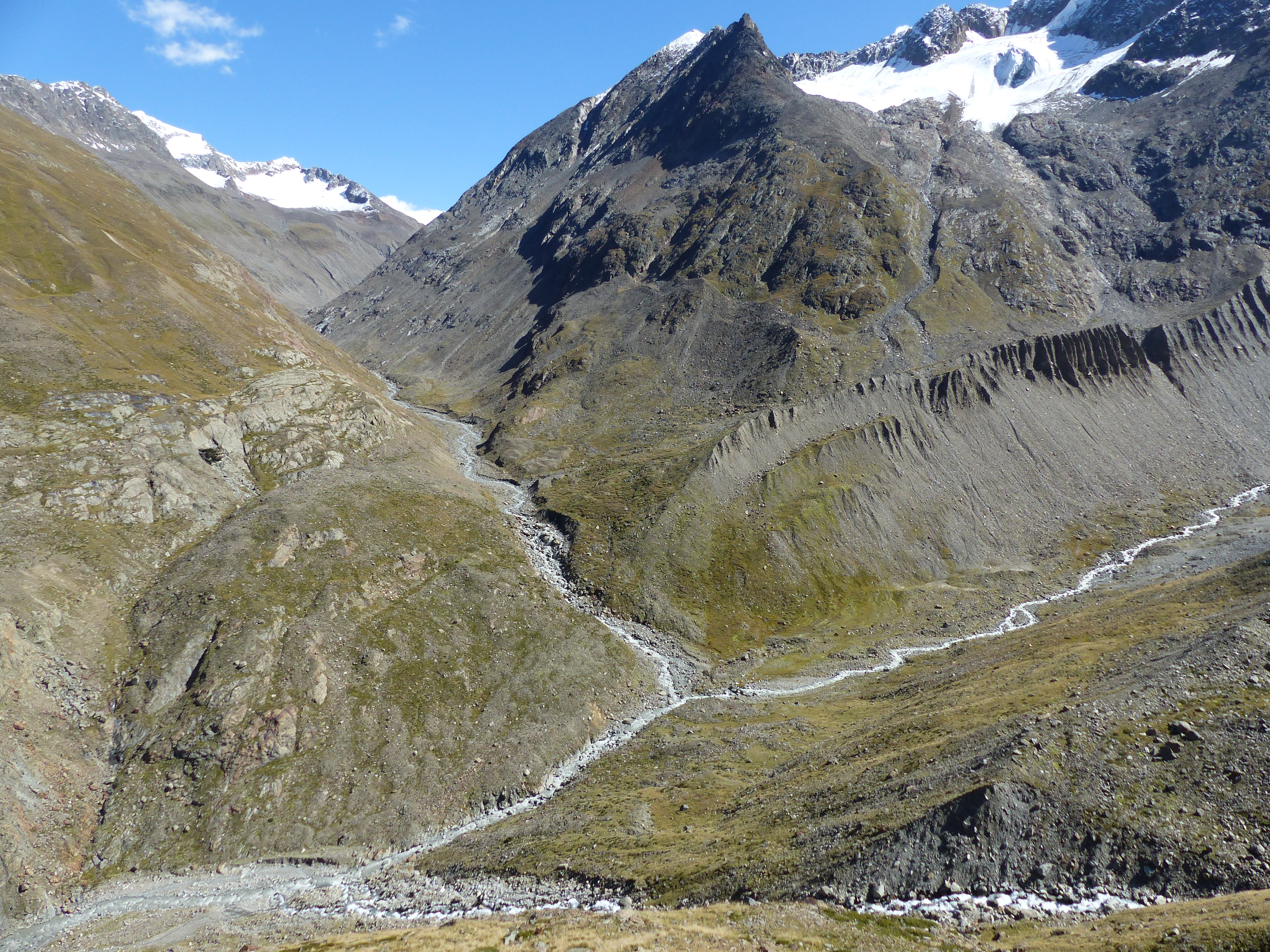
Zusammenfluss von Niederjochbach (vorne) und Schalfbach (l.) zum Niedertalbach. Rechts: Marzellbach
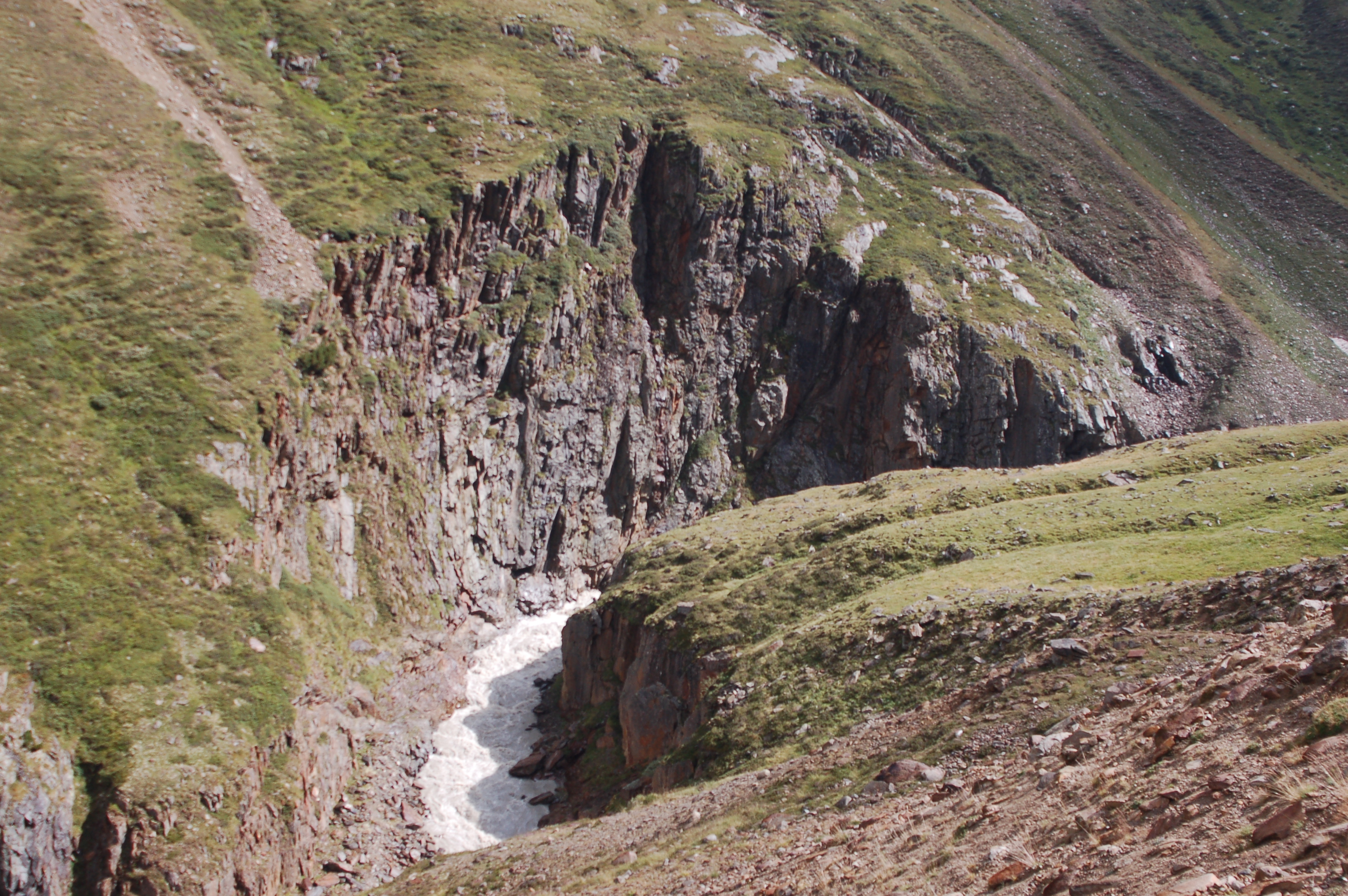
Niedertalbach
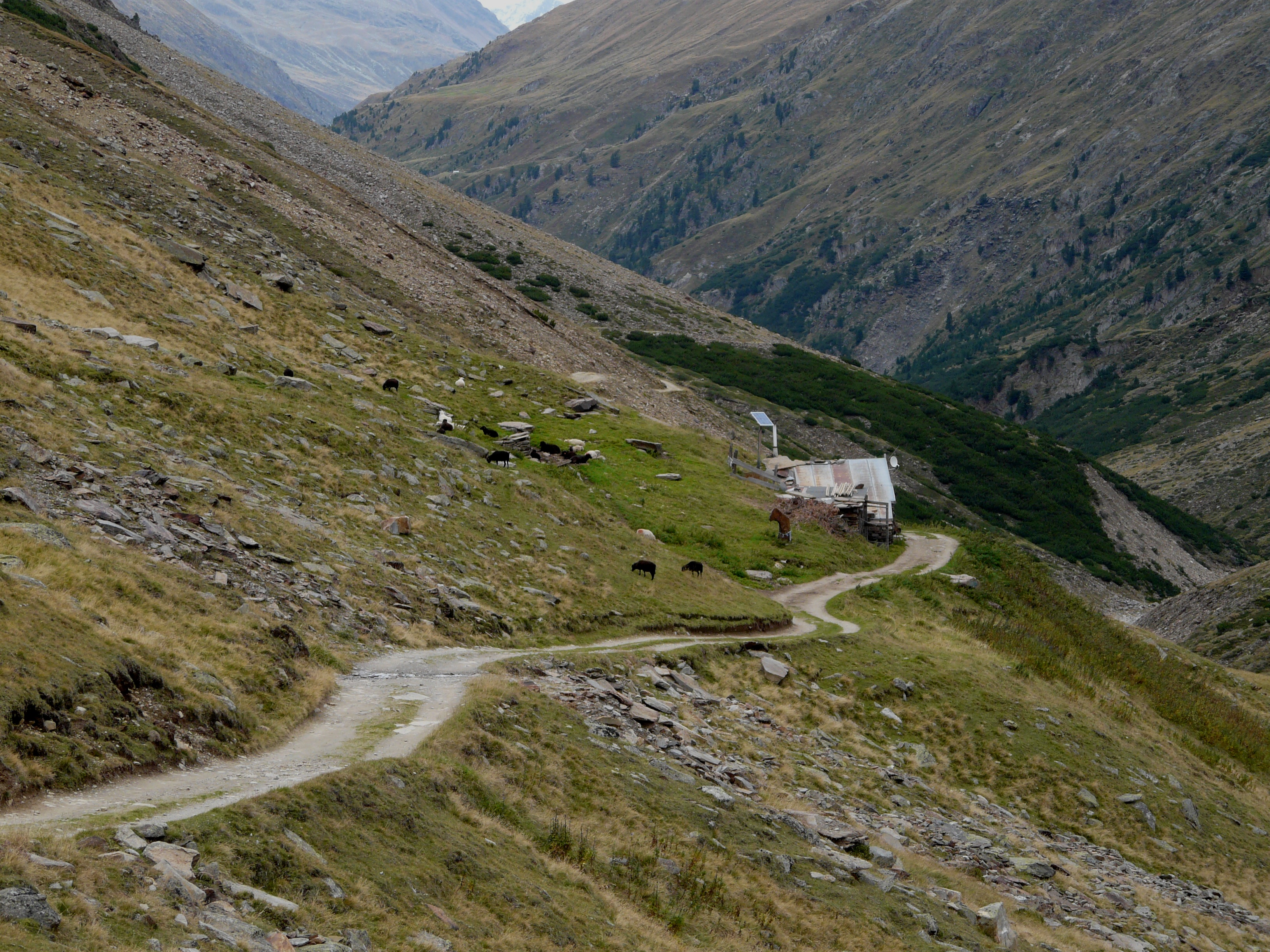
Niedertal mit Schäferhütte
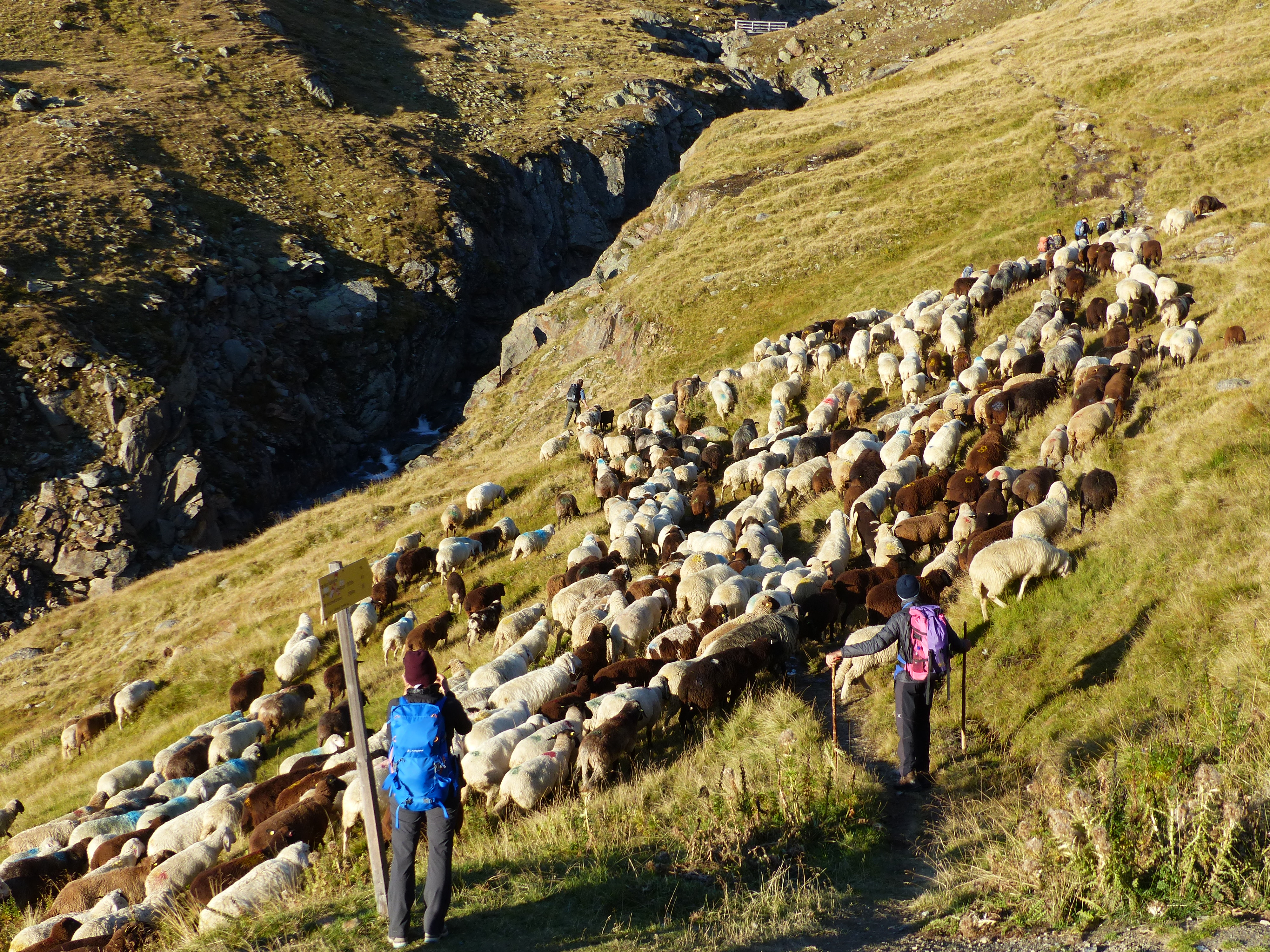
Schaftrieb an der Martin-Busch-Hütte
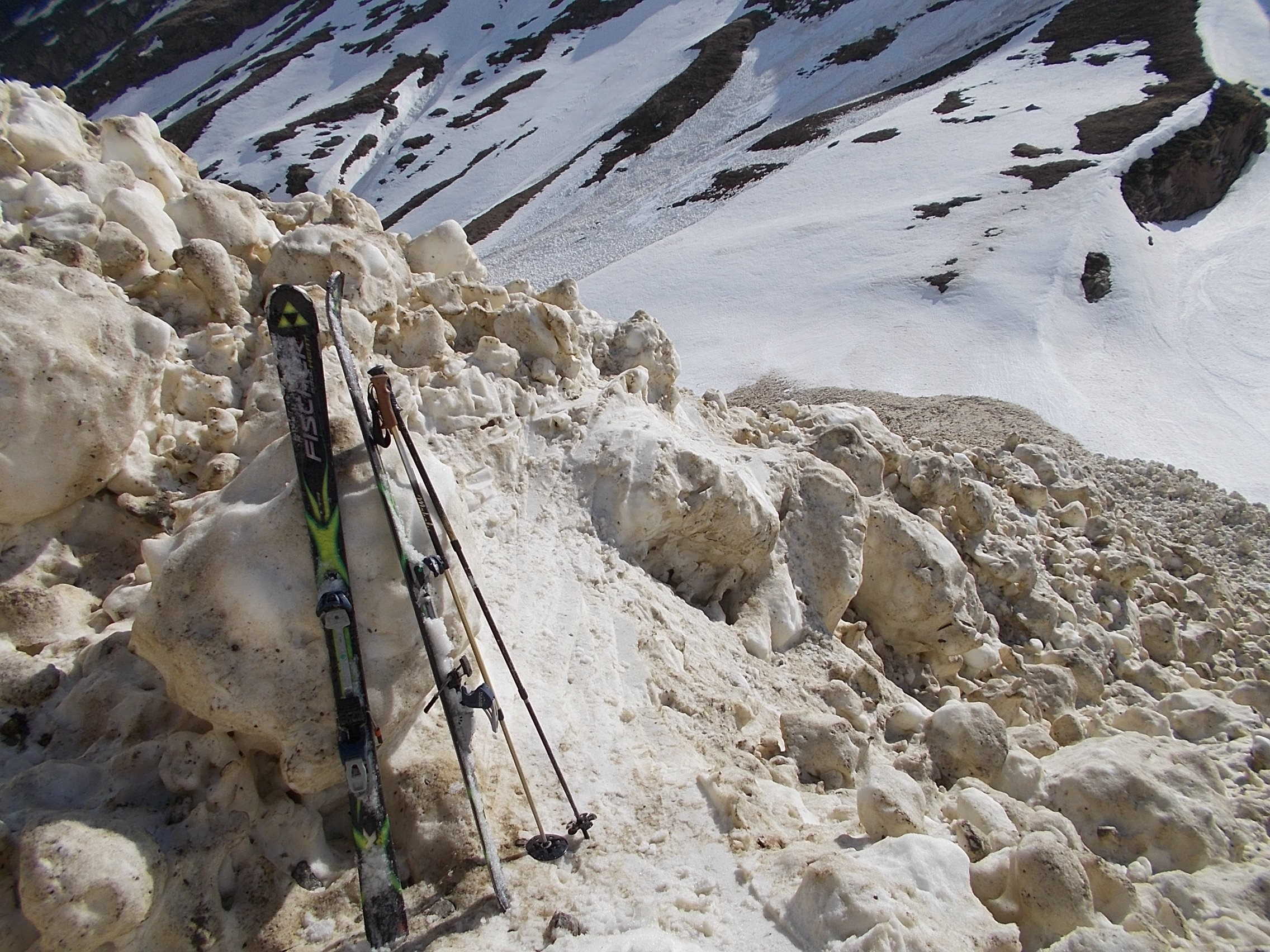
Naßschnee-Lawinenkegel im Frühling 2018 im Rotbachtal, einem westlichen Seitental des Niedertals